# 福建分巡臺灣道
福建分巡臺灣道設置於1727年，前身為福建分巡台灣廈門道，是台灣道的主官正式官職，即台灣清領區最高級別官員。此官職名稱又稱為台道或亦可稱為台灣道、分巡台灣道。
前身台廈道與分巡台灣道最大不同是台廈道道署設於廈門，升格之後的台灣道則直接設署於台南。另外，台灣清治時期的這階段，台灣西部仍為福建省所管轄，主官皆為外地輪調。1767年，張珽任職期間，福建分巡台灣道升格為福建分巡台灣兵備道，張珽亦為首任新職稱之台灣道。
福建分巡台灣道就職位等級來說，屬道員之正四品文官。

## 歷任
- 吳昌祚：1727年，1724年就任臺廈道，1727年台廈道升格台灣道，他亦為首任主官。
- 俞存仁：1728年，代理。
- 朱鴻緒：1728年，未到任。
- 孫國璽：1728年
- 劉藩長：1728年
- 倪象愷：1731年
- 張嗣昌：1732年
- 沈起元：1735年代理。
- 尹士俍：1735年
- 劉良璧：1739年代理。
- 鄂善：1739年
- 劉良璧：1740年仍兼理知府
- 莊年：1743年。
- 書成：1746年。
- 方邦基：1749年代理
- 金溶：1750年
- 拕穆齊圖：1752年
- 德文：1755年
- 楊景素：1758年
- 覺羅四明：1761年
- 余文儀：1764年
- 蔣允焄：1764年代理，1765年真除擢台灣道。
- 奇寵格：1766年因「生番」殺人卸職。
- 余文儀：1766年因生番殺人，從福建按察使降台灣道。
- 張珽：1766年，擢分巡台灣道，兼理學政。